# Rue Léonard-de-Vinci
La rue Léonard-de-Vinci est une voie du 16e arrondissement de Paris, en France.

## Situation et accès
La rue Léonard-de-Vinci est une voie publique située dans le 16e arrondissement de Paris. Elle débute au 37 bis, rue Paul-Valéry et se termine au 2, place Victor-Hugo.
Elle est située dans un quartier où ont été groupés des noms d'artistes.
Le quartier est desservi par la ligne 2 à la station Victor Hugo.

## Origine du nom

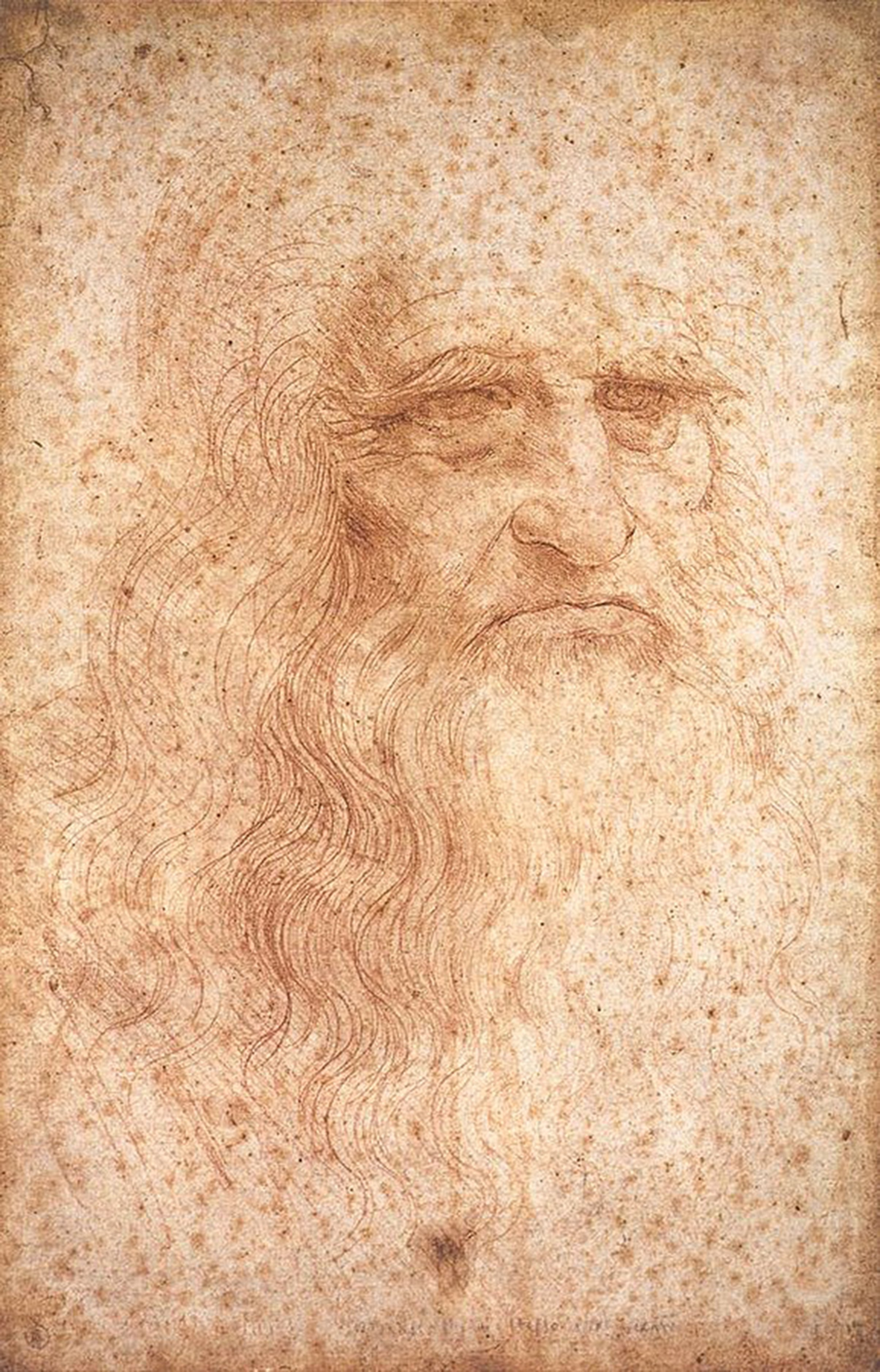
Léonard de Vinci, Autoportrait.

Elle porte le nom du peintre, sculpteur, architecte écrivain et inventeur italien Léonard de Vinci (1452-1519).

## Historique
Initialement dénommée « rue Christine », cette voie qui est tracée en partie sur le plan cadastral de l'ancienne commune de Passy, est classée dans la voirie parisienne entre les rues Paul-Valéry et Leroux par un décret du 27 janvier 1866, avant de prendre sa dénomination actuelle par un décret du 10 août 1868 :
Décret du 10 août 1868
« Napoléon, etc., 

sur le rapport de notre ministre secrétaire d’État au département de l'Intérieur,
vu l'ordonnance du 10 juillet 1816 ;
vu les propositions de M. le préfet de la Seine ;
avons décrété et décrétons ce qui suit :
Article 12. — Les voies ci-après indiquées du 15e arrondissement prendront les dénominations suivantes :
rue Christine prendra le nom de rue Léonard-de-Vinci ;
rue Neuve-de-la-Pelouse prendra le nom de rue d'Obligado ;
rue de la Pelouse prendra le nom de rue de Saïgon ;
rue du Chemin-de-la-Croix prendra le nom de rue Eugène-Delacroix ;
avenue de l'Alma prendra le nom de rue Chanez ;
etc.
Article 17. — Notre ministre secrétaire d'État au département de l'Intérieur est chargé de l'exécution du présent décret.
Fait au palais de Fontainebleau, le 10 août 1868. »
Après sa prolongation, la partie située entre la rue Leroux et la place Victor-Hugo est classée dans la voirie parisienne par un arrêté du 15 mai 1972.

## Bâtiments remarquables et lieux de mémoire
- No 5 : ambassade de Serbie en France.
- No 7 ter : ambassade de Gambie en France et ambassade de Tanzanie en France. Ancien siège de l'ambassade de Nouvelle-Zélande en France.
- No 6 : hôtel particulier dit de Santos, construit par l'architecte Henri Grandpierre en 1892[2].
- No 10 : immeuble de 1897 réalisé par l'architecte Henri Grandpierre.
- No 18 : en 1905 est créé à cette adresse, grâce à l'initiative de l’épouse de l’homme d’affaires américain W. K. Vanderbilt, un hôpital-dispensaire destiné aux mères de famille et à leurs nourrissons[3], construit par les architectes Chatenay et Rouyrre[4]. Le bâtiment abrite aujourd'hui le consulat général de Côte d'Ivoire en France.

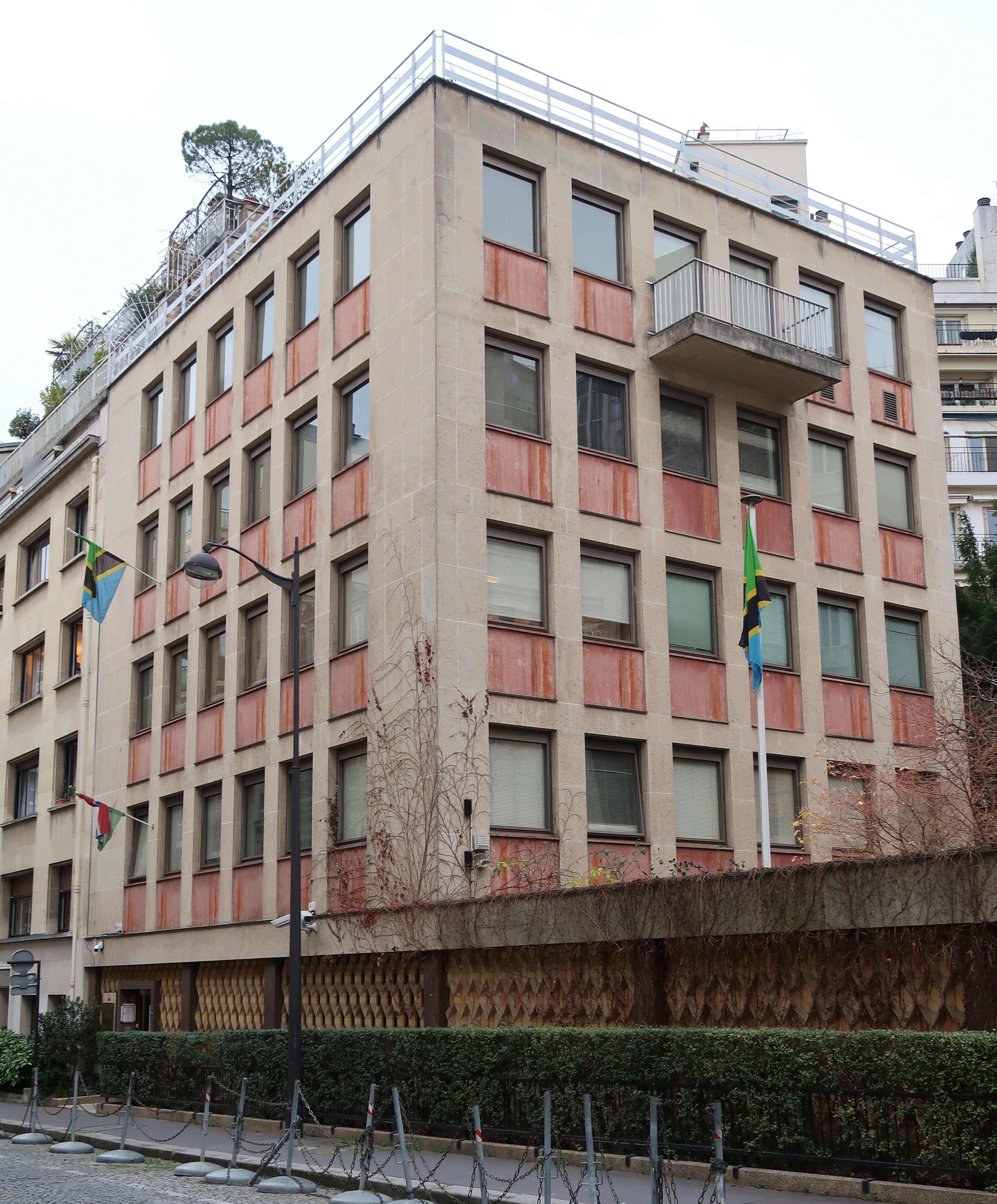
No 7 ter.
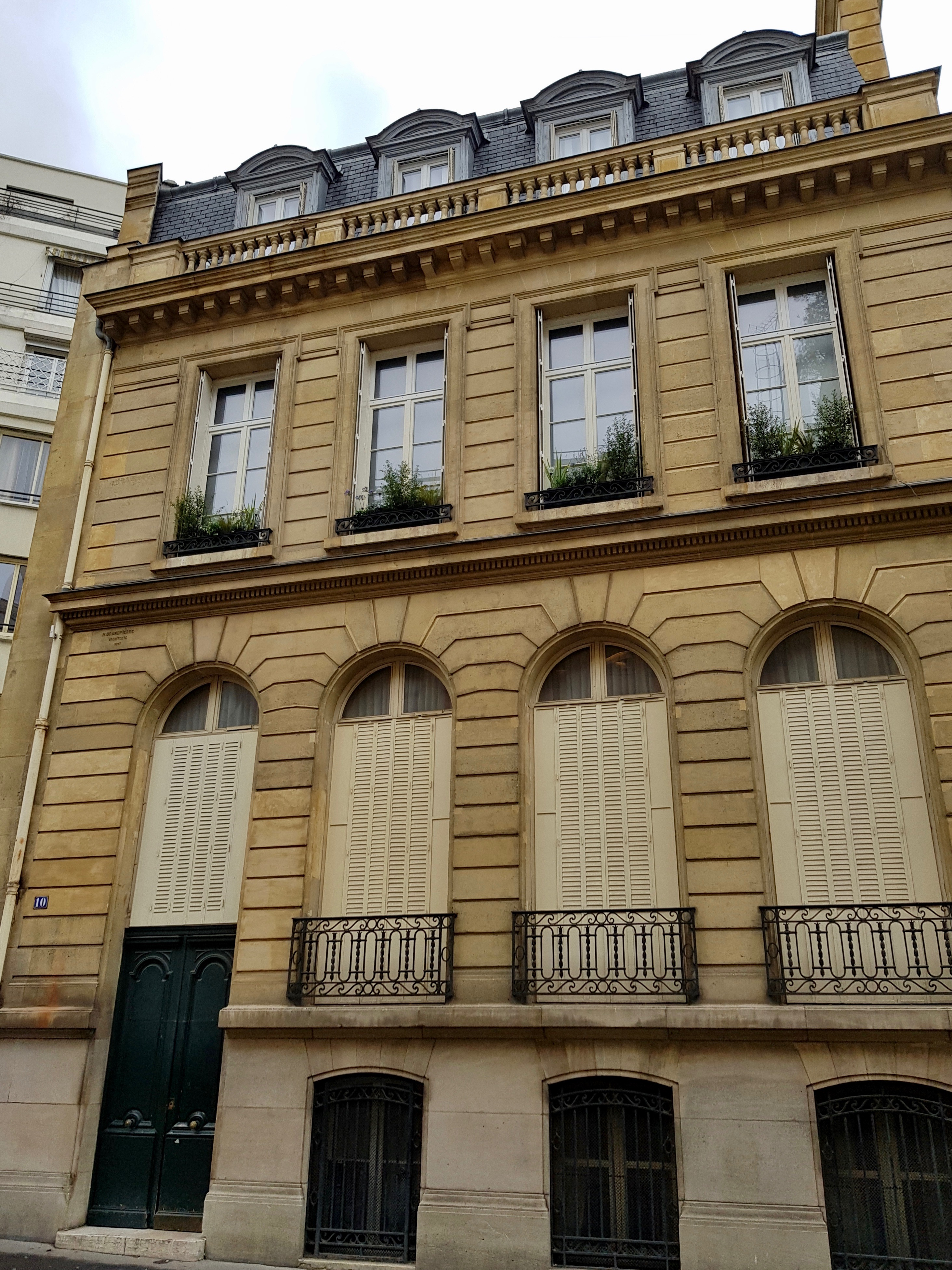
No 10.
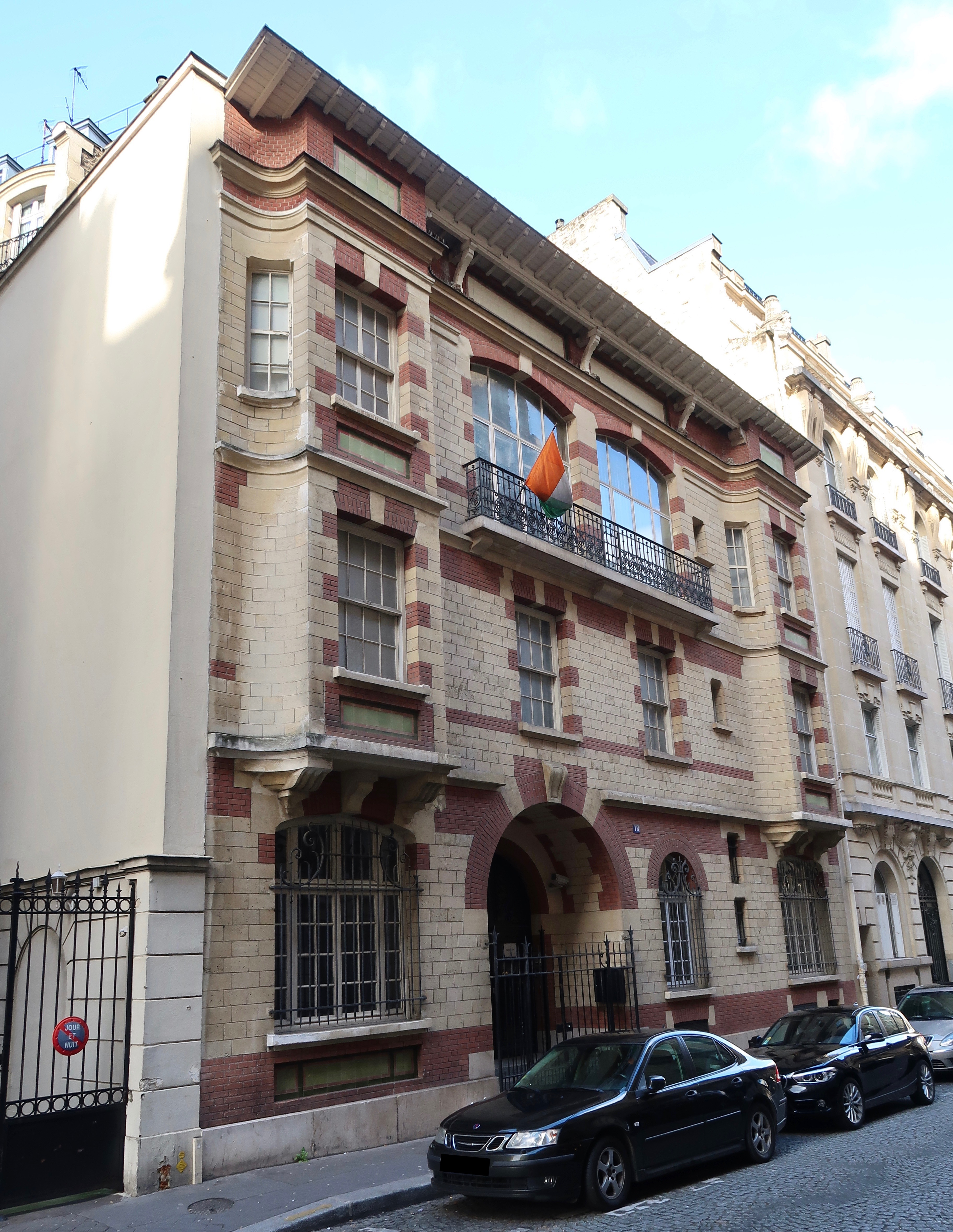
No 18.